# Jilantai
Jilantai (kinesiska: 吉兰泰, 吉兰泰镇) är en köping i Kina. Den ligger i den autonoma regionen Inre Mongoliet, i den norra delen av landet, omkring 510 kilometer väster om regionhuvudstaden Hohhot. Antalet invånare är 16083. Befolkningen består av 7 743 kvinnor och 8 340 män. Barn under 15 år utgör 14,0 %, vuxna 15-64 år 78 %, och äldre över 65 år 7,0 %.
Genomsnittlig årsnederbörd är 281 millimeter. Den regnigaste månaden är oktober, med i genomsnitt 46 mm nederbörd, och den torraste är december, med 1 mm nederbörd.